# ربا ندا
ربا ندا (متولد ۶ دسامبر ۱۹۷۲) کارگردان کانادایی است. او چندین فیلم کوتاه از جمله داستان یک زن گمشده، داستان عاشقانه سریع، رفت تا دور، شب‌های دمشق را در کارنامه خود دارد دارای جایزه شدند. فیلم وقت قاهره که برنده جایزه بهترین فیلم بلند کانادایی در سال ۲۰۰۹ در جشنواره بین‌المللی فیلم تورنتو شد از دیگر آثار ربا ندا است.
ربا در مونترال، کبک، کانادا از پدری سوری الاصل و مادری فلسطینی به دنیا آمده‌است. او در دانشگاه یورک در تورنتو، انتاریو ادبیات خوانده‌است. او به تحصیل در رشته تولید فیلم در مدرسه هنر تیش دانشگاه نیویورک ادامه داد و یک دوره شش هفته‌ای را در آنجا گذراند.

## فیلمشناسی

### گزیده آثار کارگردانی
- صباح (۲۰۰۵)
- وقت قاهره (۲۰۰۹)
- گریزناپذیر (۲۰۱۲)
- اکتبر گیل (۲۰۱۵)